# Sanys corticea
Sanys corticea är en fjärilsart som beskrevs av George Francis Hampson 1926. Sanys corticea ingår i släktet Sanys och familjen nattflyn. Inga underarter finns listade.